# Буков (Арђеш)
Буков (рум. Bucov) насеље је у Румунији у округу Арђеш у општини Рака. Oпштина се налази на надморској висини од 167 m.

## Становништво
Према подацима из 2002. године у насељу је живело 371 становника, од којих су сви румунске националности.